# Патобиологија атеросклерозе
Патoбиологија атеросклерозе има за предмет интересовања ћелијске и биохемијске појаве које чине биолошку основу атеросклерозе, и стога спада у област патогенезе, као ограниченије поље проучавања. Најновија експериментална истраживања, повезана са анатомопатолошким запажањима спроведеним на људским атеросклеротским плаковима, данас дозвољавају да се констатује да је атеросклероза хронична инфламаторна болест великих артерија са  локализацијом у њиховој интими, у којој је агресивни агенс који изазива инфламаторну реакцију ЛДЛ холестерол (липопротеин ниске густине) у оксидираном облику.

## Патогенеза атеросклерозе
Атеросклероза је хронична инфламаторна болест интиме артерија; чија инфламација представља реактивни одговор на продужено патогено деловање липопротеина плазме, уз помоћ других кардиоваскуларних фактора ризика у које спадају: ћелије артеријског зида (ендотел, ћелије глатких мишића, дендритичне ћелије, мастоцити), неке крвне ћелије (моноцити/ макрофаги, лимфоцити, тромбоцити), протеини плазме (липопротеини, фактори коагулације), протеини ткива (протеини екстрацелуларног матрикса црева, ензими), фактори раста и инфламаторни медијатори (цитокини, хемокини, слободни радикали).
Упала је присутна у свим стадијумима атеросклерозе, и карактерише се:
- формирање масних пруга богатих пенастим макрофагима,
- развојем фибромускуларних лезија које садрже ћелије глатких мишића са фиброзном капом,
- дестабилизацијом плака активацијом матриксних металопротеиназа и руптуром плака,
- формирањем оклузије услед контактног тромба.
- циркулишућом крви са липидним језгром које садржи ткивни фактор и неке прокоагулантне апоптотичке микрочестице,
- појавом акутних коронарних догађаја.

## Субендотелни простор
Сценарио у којем се одвијају почетни догађаји атерогенезе чине:
- субендотелни простор,
- танки регион тунике интиме између базалне мембране ендотела и унутрашње еластичне ламине.

Туника интима (лат. Tunica intima)је најдубљи, унутрашњи слој зида крвних судова (који не само да осигурава оптималан проток лимфе и крвне течности, већ представља и селективно пропусну баријеру за растворене компоненте крви) који се састоји од:
- моноцелуларни и глатки ендотела са својом базалном мембраном.   Ендотелне ћелије су увек спљоштене и полигоналне форме. Нуклеус ендотелних ћелија лучно је окренут у лумен судова.
- витког субендотелијалног слоја;
- унутрашња еластична или базална мембране која је фенестрирани лист који одваја тунику интиму од тунике медије. Унутрашња еластична ламина формира пасивну (механичку) баријеру између тунике интиме и тунике медија, али такође има инхибиторни ефекат на миграцију и пролиферацију глатких мишићних ћелија тунике медије.[2]  Концепт активне (биолошке) баријере још више важи за ендотел који покрива површину крвног суда, чије ћелије обављају велики број функција.

Један од главних задатака тунике интима је стварање оптималног протока. Унутрашња површке интиме ендотелних ћелија је изузетно глатка. Пошто је овај слој тунике интима у директном контакту са крвљу, загарантован је идеалан проток крви. Ендотелна површина са поравнањем на страни лумена одбија чврсте крвне компоненте. Стога се еритроцити или леукоцити не могу прикључити на васкуларно ткиво.
Поред ових задатака, ендотел добија функцију селективно пропусне баријере за растворене компоненте крви. Компоненте мале молекуле крви дифузују кроз ендотел у зависности од градијента концентрације, док компоненте велике молекуле не могу да дифузују. Поред тога, ендотелијум судова може да ослобађа вазоконстриктивне и вазодилатативне материје. На овај начин васкуларни ендотел контролише стање напетости у глатким васкуларним мишићима и на тај начин утиче на крвни притисак. Вазомодулаторне супстанце ендотела укључују, на пример, азотни оксид. Поред крвне интеракције судова, ендотел контролише интеракцију и комуникацију са околним ткивима.
Ова комуникација и интеракција укључује контролу тонуса васкуларног зида, ефекат инхибиције тромба и контролу свих процеса размене супстанци. Ендотел је такође релевантан за згрушавање крви. Прекурсори активних састојака и активни састојци за коагулацију садрже се у ендотелу и делују на фибринолитички систем коагулације. На пример, хепарин сулфат и тромбомодулин инхибирају згрушавање крви и спречавају стварање тромба
У субендотелном простору је присутан већи број глатких мишићних ћелија, док су фибробласти, капилари и лимфни канали одсутни. Због одсуства капилара, снабдевање тунике интиме (и унутрашњег дела тунике медија) кисеоником може се одвијати искључиво дифузијом из лумена крвног суда; што имплицира да се у задебљањима интиме може јавити стање релативне ћелијске хипоксије и преваленција анаеробног метаболизма (гликолиза) у ћелијама тунике интиме, тако да пХ у овим областима има тенденцију пада.
Субендотелни простор заузима екстрацелуларни матрикс (ЕЦМ: екстраћелијски матрикс), гел састављен од колагена и еластичних влакана, гликозаминогликана или ГАГ (сулфатних полисахарида или, у једином случају, нехијалуронске киселине), од протеогликана (протеини + ГАГ) и од гликопротеина (протеини + кратки олигосахариди), као што су фибронектин, ламинин, тенасцин, витронектин, фибулин и матриксни молекули везани за кости; ГАГ-ови су се раније називали мукополисахариди.
Под електронским микроскопом, чини се да се екстрацелуларни матрикс састоји од густе мреже формиране од колагених и еластичних влакана и микрофиламената гликопротеина.  Екстрацелуларни матрикс артеријског зида такође садржи супстанце из крви (мале протеине, метаболите, хормоне, ензиме плазме) и ензиме које обрађују ћелије тунике интиме и тунике медије (липопротеинлипаза, сфингомијелиназа, секреторна фосфолипаза А 2 и протеаза).

### Артеријски протеогликани
Протеогликани се састоје од протеинског скелета за који су везани полисахаридни ланци сулфатираних ГАГ (хондроитин сулфат, дерматан сулфат и хепаран сулфат). Протеогликане садржане у артеријском зиду синтетише ендотел, глатке мишићне ћелије и макрофаги и могу се разликовати, према њиховој локализацији, као:
- интерстицијални (версикан, декорин и бигликан, који садрже респективно хондроитин сулфат, хондроитин сулфат и дерматан сулфат дерматан сулфат);
- перицелуларни (перлекан, који садржи хепаран сулфат);
- ћелијски (синдекан и глипик, који садрже хепаран сулфат); ове последње се убацују у плазма мембрану .

Иако протеогликани представљају само 1-5% суве тежине артерија, они ипак обављају основне функције и структурне и биолошке природе:
Структурне функције
У случају структурних функција, протеогликани се електростатички везују са осталим компонентама ЕЦМ-а и организују и стабилизују њихову структуру, јер међусобно повезују хијалуронску киселину , фиброзне протеине и филаментне гликопротеине. Велики версикан молекул везује хијалуронску киселину и чини основни оквир ЕЦМ матрице; мали молекули декорина и бигликана модулирају дебљину колагених влакана; перлецан перицеллуларе учествује у саставу базалне мембране. Захваљујући бројним негативним наелектрисањем, протеогликани задржавају воду и јоне тако да заједно са хијалуронском киселином стварају гел .који испуњава цео субендотелни простор у који су уроњени гликопротеини и колагена и еластична влакна. Овај гел се одупире компресијским силама артеријског притиска и делује као филтер за молекуле који дифундују из крви: у ствари, липопротеини плазме који продиру у црево из крви долазе у контакт са макромолекулима ЕЦМ.
Биолошке функције
Биолошке функције протеогликана зависе од чињенице да они модулирају неке ћелијске процесе (адхезија, миграција и пролиферација), како директном интеракцијом са ћелијским рецепторима (сигнална функција), тако и везивањем цитокина и фактора раста (функција резервоара): версикан задржава ове супстанце у ЕЦМ, док их перлекан и мембрански протеогликани концентришу у непосредној близини ћелија. Након деградације матрикса металопротеазама (ММП: матрикс металопротеиназе), протеогликани (нарочито бигликан и декорин) ослобађају супстанце везане за њих и ослобађају сопствене пептидне фрагменте који су способни да покрену инфламаторну реакцију. Ови фрагменти у ствари функционишу као сигнали опасности (ДАМП: молекуларни обрасци повезани са оштећењем) и активирају ПРР рецепторе (рецепторе за препознавање патогена) изложене на ћелијама урођеног имунитета.
У хуманим атеросклеротским лезијама повећава се количина интерстицијских протеогликана (нарочито верзикана), док се садржај хепаран сулфат-протеогликана смањује; осим тога, бочни ланци хондроитин сулфат-протеогликана имају дужину већу од нормалне.

## Почетне промене у атерогенези
Атеросклероза је узрокована комбинованом интеракцијом кардиоваскуларних фактора ризика са локалним факторима, у којој се лезије развијају као резултат деловања првих на предиспониране артеријске путеве (склоне атеросклерози) услед механичког стреса изазваног локалном хемодинамиком.  Подручја склона атеросклерози стога представљају осетљив терен, са функционалне и структуралне тачке гледишта, на који делују кардиоваскуларних фактори ризика. Функционална предиспозиција је представљена претпоставком о активираном (проинфламаторном) фенотипу ендотелних ћелија, док структурну предиспозицију чине адаптивна задебљања интиме.
Експерименталне студије су опширно документовале важност интеракције између системских и локалних фактора. Код мишева који су генетски предиспонирани за атеросклерозу (АпоЕ - / - или ЛДЛ-Р - / - мишеви) који су подвргнути атерогеној исхрани, атеросклеротичне лезије се развијају 2-3 месеца након почетка дијете. Међутим, када се код ових мишева изврши прелиминарна делимична лигација заједничке каротидне артерије, како би се произвео локално поремећен проток, каротидне атеросклеротичне лезије се појављују само две недеље након почетка дијете.

### Хемодинамски стресови

#### Артеријски проток
У праволинијским васкуларним путевима, ток крви има ламинарни карактер: то јест, може се асимилирати са низом слојева (ламина) течности паралелних уздужној оси суда, чија брзина се, услед дејства трење, смањује   што су слојеви ближе зиду; на овај начин профил брзине протока показује параболичну конфигурацију (А на слици), са максималном вредношћу у центру суда и минималном уз зид. Ламинарни ток може бити једносмеран, када одржава константан смер, или осцилаторан, када се супротни правци струјања смењују.
У одељцима са сложеном геометријом (нпр. закривљености, бифуркације, гранања) ламинарно стање се замењује другим типовима струјања, у којима брзина и правац варирају, како у времену тако и у простору, и може бити:  
- поремећено струјање , при чему постоје локални преокрети правца, раздвајање  струја и рециркулацијских подручја (вртлози);

- турбулентно струјање , у коме брзина и правац непрекидно варирају;

- сложен ток , где је карактеристике протока тешко одредити.

Локализација атеросклеротских лезија је уско повезана са присуством поремећеног или турбулентног тока, док једносмерни ламинарни ток има заштитно дејство.

#### Хемодинамске силе
Струја крви има две главне хемодинамске силе (Ф) које делују на зид крвног суда, и обе имају пулсирајући (циклични) карактер - трење и хидростатички притисак . Сила трења има правац паралелан са унутрашњом површином артерије, док хидростатички притисак (артеријски притисак) има правац управно на наведену површину.
Ове силе резултирају у две врсте напона (Ф/А област ): напон трења (напон смицања или ВСС: напон смицања зида) и ободни напон или затезање (истезање зида). Напон смицања је напон паралелан уздужној оси крвног суда, а настаје трењем тока на интими и утиче искључиво на ендотелне ћелије; физиолошки артеријски смичући стрес ( 10-70 дин/цм2; просечна вредност 15-20 дин/цм2 ) промовише ослобађање из ендотела вазодилататора, антитромбогених и антиатерогених медијатора (нпр простациклин и азот оксид: НО).  Обимни напон је затезни напор који производи хидростатички крвни притисак (артеријски притисак) и има правац паралелан са обимом суда, тако да утиче на цео зид крвног суда: интиму, медију и адвентицију и ћелије које они чине, односно ендотел, ћелије глатких мишића и фибробласти.   
Обимни стрес аорте је око сто хиљада пута већи од напона смицања (1-2 × 10 6  дин/цм 2 ) и може достићи интензитет такав да изазове руптуру атероматозног плака.

#### Проток крви и атеросклероза
Велики број студија је идентификовао патофизиолошку везу између протока крви и атеросклеротских лезија у хемодинамским стресовима.
Постоје две најпоузданије теорије:  
Теоријја масовног транспорта (Келлер, 1969)  - која наводи хипотезу да поремећени проток продужава време контакта између састојака крви (нпр липопротеина плазме) и артеријског зида и развија конвективне силе које погодују њеном продору у интимно;  
Теорији хемодинамског стреса  - која наводи хипотезу веза између промена протока и атерогенезе препозната је у хемодинамским напонима: за Фраја (1969) превисоко смичуће напрезање је било штетно, док је за Цароа (1969) главна улога била смањено смичуће напрезање .  
Теорије масовног транспорта и хемодинамског стреса се међусобно не искључују, и вероватно ће деловати синергистички. 
Од 1960-их, употреба вештачких модела је омогућила да се експериментално репродукују локални хемодинамски услови. Две студије су биле фундаменталне:  
- Царо (1971), након што је приметио да код одраслих атеросклероза фаворизује проксимално подручје (горња контура) у односу на отворе грана аорте и тежи да поштеди дисталне (доње) регионе поштеђене од лезија. до већег смичног напона ;

- Ку (1985), користећи моделе каротидне бифуркације, потврдио је важност осцилаторног тока и предложио употребу параметра ОСИ ( Индекс осцилаторног смицања).
- Хедер, полазећи од разматрања да је број откуцаја срца већи од 83 откуцаја у минути  је фактор ризика за КВ, и показао је да повећана пулсирајућа брзина протока активира проинфламаторне гене ин витро ; одговор је израженији у случају високофреквентног осцилаторног пулсирајућег струјања.

На основу експерименталних података  и оних ин виво са Доплеровом методом , евидентно је да су за потребе атерогенезе битни:  
- напон смицања <4 дин/цм 2 (локално редукована кинетичка енергија),

- осцилаторни смичући напон . (брзи циклични преокрети тока),

- повишени обимни стрес (повишени крвни притисак) и наглашавање нормалног пулсирајућег карактера тока:

- прекомерна варијација разлике притиска између систоле и дијастоле има проатерогени ефекат.

У том смислу, смањење еластичности артерија са старењем добија патогенетску вредност, јер повећава систолни пик и градијент притиска између систоле и дијастоле и фаворизује инверзију протока током дијастоле. 
Атеросклероза је примарно локализована у инфра-реналном тракту аорте , где је ток двосмеран и смичући напон је осцилаторан, док је торакални тракт мање захваћен, јер га карактерише  једносмерни ток (антеградни). У ствари, у условима мировања у инфра-бубрежној аорти и у феморалним артеријама , преокрет протока се нормално примећује у почетној фази дијастоле: када талас антеградног тока наиђе на отпор периферних артерија, он се рефлектује уназад. На тај начин, током читавог срчаног циклуса, долази до антеградног тока у систоли, ретроградног тока на почетку дијастоле и антеградног тока током преосталог дела дијастоле.Током вежбања овај ретроградни ток има тенденцију да нестане услед проширења периферних артеријских судова; повећава се и проток.
Проток у каротидама и у кривинама артерија. Заједнички каротидни ДЦ; ЕЦ спољашња каротидна артерија; ИЦ унутрашња каротидна артерија; БЦ каротидна сијалица.
Најтеже погођени сегмент је задњи зид инфра-реналног тракта аорте. Код људи постоје значајне разлике у карактеристикама протока између супрареналног региона аорте и инфра-реналног региона. Прво, у супрареналној аорти проток има већи проток и у суштини је антеградан (мало или нимало преокрета протока током дијастоле). Одузимање протока главним предњим субдијафрагматским гранама аорте, а посебно бубрежним артеријама , узрокује смањење брзине протока на задњем зиду инфра-бубрежне аорте. Ово, заједно са тенденцијом повећања пречника инфреналне аорте са годинама, доводи до значајног преокрета протока у дијастоли. Општим карактеристикама инфра-бубрежног тока додајемо и присуство закривљености аорте (мало конвексне напред, према кривини рахиса , и косо с лева на десно у кретању у средњу раван), тако да проток се потискује центрифугалном силом према предњем зиду аорте, тако да је брзина протока у близини задњег зида мања. Из ових разлога, задњи и бочни зидови инфра-бубрежне аорте, где је брзина протока нижа, одговарају главним местима задебљања интиме и атеросклерозе.
У унутрашњој каротидној артерији, због малог отпора церебралне циркулације, проток се увек одржава антеградно, како у систоли тако и у дијастоли. Међутим, у кореспонденцији са проксималним дилатираним трактом унутрашње каротиде (каротидна сијалица) ствара се регион раздвајања тока: дуж бочног зида каротидне булбусе проток постаје поремећен, са зонама рециркулације.

#### Хемодинамски стресови и дисфункција  ендотела
Ендотелне ћелије поседују низ механорецептора  способних да детектују варијације у интензитету, смеру и учесталости механичких напрезања и да преведу механичке стимулусе у интрацелуларне биохемијске сигнале који су у интеракцији са факторима транскрипције гена. Сходно томе ови напони модулирају функцију ендотела и одговорни су за васкуларни тонус и ремоделирање, чија је физиолошка сврха да задржи напон у нормалним границама кроз прилагођавање васкуларног пречника и дебљине зида.
Идентификовано је неколико механорецептора:
- гликокаликс,

- међућелијски адхерентни спојеви,

- фокални ендотел-ЕЦМ спојеви,

- кавеоле,

- примарне цилије,

- промене у флуидности ћелијске мембране (прелаз из уређене течности у поремећено течно стање) и

- ћелијски рецептори (рецептори везани за Г протеин и рецептори тирозин киназе) који би се активирали без обзира на везивање за њихов специфични лиганд.

Поремећени проток је такође у стању да директно модификује ДНК:  што је утврђено скорашњим истраживањима у области микро РНА , некодирајуће РНК које се везују за РНК гласник и инхибира њену транслацију или изазива  њену деградацију (у ендотелним ћелијама, микро РНА  регулишу миграцију, ангиогенезу и упалу).
Ин витро студије на аорталним или венским ендотелним ћелијама су потврдиле да је механички стрес у стању да модулише склапање цитоскелета и морфологију ћелије, експресију гена и функцију ћелије.  Када су ендотелне ћелије изложене континуираном једносмерном ламинарном протоку током одговарајућег броја сати (10-24 х), оне попримају издужени облик и поређају се према правцима тока, имајучи добро организован цитоскелет, и производе вазодилатационе супстанце (ПГИ 2 и НО) и развијају антиинфламаторни, антиоксидативни и антипролиферативни фенотип. Супротно томе, ако су ове ћелије подложне поновљеним преокретима смера тока, оне се не поравнавају, показују неорганизован цитоскелет, имају мање густ гликокаликс , често пролазе кроз апоптозу и митозу , изражавају проинфламаторни и прооксидативни фенотип и синтетишу нови субендотелни матрикс.  Слични резултати се јављају у студијама на животињама.
Студије на животињама су показале да у артеријским трактовима који су подвргнути хемодинамском стресу нормално постоји стање хроничне инфламације ниског интензитета , у којем долази до ендотелне активације (са експресијом адхезивних молекула, цитокина и хемокина) и умерене субендотелне инфилтрације , макрофотације Т. и дендритске ћелије . Ово хронично инфламаторно стање је самоограничавајуће и не напредује осим ако фактори кардиоваскуларног ризика не постоје истовремено.

#### Хемодинамика и антиатерогена дејства физичке активности
Редовна физичка активност смањује ризик од кардиоваскуларне смрти за више од 40%.  Ова корист је делимично повезана са индиректним ефектима других фактора кардиоваскуларног ризика (телесна тежина, крвни притисак, инсулинска резистенција, пушење), а делом са директним ефектима на кардиоваскуларни систем, као што су  понављајући хемодинамски стимулуси на артеријском зиду, у облику смичног напрезања и трансмуралног притиска.  Побољшање вазодилатације посредоване протоком изазвано вежбањем је индикативно за ово. 

### Адаптивна задебљања тунике интиме
Хемодинамски стресови су одговорни за ендотелну дисфункцију (нпр  повећана пермеабилност) и структурне промене зида крвног суда, посебно задебљање тунике интиме (адаптивно задебљање интиме)  које, иако је израз нормалног артеријског ремоделирања, сматра детерминантом у развоју људске атеросклерозе.
Задебљања се састоје од хиперплазије нормалних елемената артеријског зида (везне и глатке мишићне ћелије) и представља адаптивни одговор који тежи да смањи пречник крвног суда (да врати напон смицања на физиолошке вредности) и да повећа дебљину и отпорност зида крвног суда (и тиме се супротстави прекомерном ободном напрезању).  
Њихово формирање је последица активације различитих проатерогених гена у ендотелним ћелијама, укључујући оне који су укључени у синтезу селектина Е и П, хемотактичког фактора за моноците (МЦФ-1) и фактора раста тромбоцита (ПДГФ). Ово последње увлачи глатке мишићне ћелије медија у интиму, које потом синтетишу нови екстрацелуларни матрикс.
Физиолошка задебљања (без липидних наслага) почињу да се формирају још током феталног живота  под стимулацијом локалних хемодинамских сила и на рођењу су евидентна, иако са различитим степеном развоја, код свих новорођенчади, посебно на тачкама бифуркације артерија и домаћини својих филијала. Старијева студија аорте и коронарних пресека преко 600 особа старости од 0 до 39 година, који су умрли случајно, потврдила је постојање задебљања интиме од рођења и преференцијалну акумулацију липопротеина и макрофага у плазми на овим локацијама. У студији коју је спровео Икари, задебљања коронарних артерија у интими су детектовани код 33% 8-месечних фетуса и 100% одојчади од 3 месеца.
Накашима је извршио микроскопски преглед препарата коронарних артерија код 38 јапанске деце и младих (7-49 година) са нормалним вредностима укупног холестерола и триглицерида, који су умрли од некардијалних узрока. Циљ је био да се идентификују рани догађаји атеросклерозе, са посебном пажњом на екстрацелуларни матрикс. Као означена антитела су коришћена она за липопротеине плазме (апо-Б), оксидоване липиде (оксидовани фосфатидилхолин), компоненте екстрацелуларног матрикса (бигликан, декорин и еластин), ћелије глатких мишића (актин) и хемотактички фактор за моноцити (МЦП-1). Екстрацелуларни депозити липопротеина пронађени су углавном у дубоком слоју задебљања, између ћелија глатких мишића интиме и протеогликана, што се поклапа са локализацијом декорина и бигликана. Макрофаги би се појавили касније, под хемотактичким стимулусом модификованих липопротеина и хемокина, да би се локализовали посебно у површинским слојевима црева, непосредно изнад липидних базена, где је био концентрисан МЦП-1 хемокин. Ови догађаји би довели до формирања „патолошких задебљања интиме“ (ПИТ), које Вирмани сматра правом почетном лезијом атеросклерозе.
Патолошка задебљања интиме  (ПИТ) се одликују малим наслагама липида на граници са просечном туником, губитком глатких мишићних ћелија услед апоптозе и преваленцијом верзикана, бигликана, декорина и хијалуронске киселине .  Накнадна инфилтрација макрофага у ИТП структуру би покренула прогресију лезија (фиброатерома). Према Вирманијевом веровању, ПИТ представљају липидне стрије са тенденцијом прогресије. У овом случају може бити управо чињеница да патолошка задебљања интиме нису много видљиви (јер су дубоко локализовани у цревима) и да ствара очигледну несклад између анатомске локализације липидних стрија и фиброзних плакова.

### Задржавање липопротеина у плазми

#### Дифузија липопротеина плазме у тунику интиму
У физиолошким условима, липопротеини плазме дифундују кроз артеријски ендотел највећим делом (90%) на „инконтинентним“ међућелијским спојевима ( цурење ) између ендотелних ћелија у митози или дегенерацији; само мали проценат (10%) користи транспорт везикула ендотелних ћелија (трансцитоза). Уместо тога, њихов пролаз кроз нормалне међућелијске спојеве је скоро нула, због значајне величине ЛДЛ молекула (20-30 нм). Хиломикрони су превелики (> 500 нм) да би продрли у интиму и стога нису атерогени; преостале честице или ИДЛ (око 100 нм) тешко прелазе ендотелну баријеру, али чињеница да садрже количину холестерола неколико десетина пута већу од липопротеини ниске густине (ЛДЛ) објашњава њихов атерогени потенцијал.
У артеријским трактовима склоним атеросклерози, пермеабилност за макромолекуле је већа него у путевима отпорним на атеросклерозу и то је повезано са већим бројем митоза, иако би модулација коју флукс врши на синтезу молекула међућелијских спојева и на гликокаликс такође ни могла имати одређену важност.
У условима хиперхолестеролемије , продирање ЛДЛ-а у интиму се даље повећава, како због утицаја градијента концентрације плазма-интима, тако и због веће пермеабилности дисфункционалног ендотела. Пушење дувана такође повећава пермеабилност због дегенерације ендотелних ћелија. Међутим, акумулација ЛДЛ у интими није толико због ендотелне пермеабилности, већ због њиховог везивања за протеине екстрацелуларног матрикса, везе која хвата ЛДЛ продужава време њиховог боравка ин ситу , а самим тим и могућност њихова хемијско-физичка алтерација у проатерогеном смислу.
Занимљива хипотеза, заснована на имуно-хистохемијским подацима, сугерише могућност да се улазак ЛДЛ-а у адаптивно задебљање интиме дешава првенствено кроз новоформиране капиларе из васа васорум.

#### Интеракција липопротеина и екстрацелуларног матрикса
Три елемента ЕЦМ утичу на задржавање липопротеина у плазми: 
- биохемијски састав екстрацелуларног матрикса, са његовим трансформацијама са годинама и са предиспонирајућим условима ( подручја склона атеросклерози и задебљање интиме): молекули матрикса показују разлике у зависности о томе да ли се ради о напредним лезијама, адаптивним задебљањима интиме (ДИТ: дифузно задебљање интиме ) или подручјима отпорним на атеросклерозу ;

- присуство ензима (липазе и протеазе) у интерстицијуму;

- пХ вредност субендотелног окружења.

Варијације у величини, садржају липида и степену оксидације ЛДЛ -а утичу на везу липопротеин-протеогликана. Закисељавање интерстицијалног окружења, посебно у присуству упале , фаворизује проатерогене модификације ЛДЛ-а.
Задржавање липида у туники интими почиње јонском интеракцијом између позитивно наелектрисаних региона протеинске компоненте ( Apo-B 100) липопротеина плазме са протеогликанима , фибронектином и колагеном . Јонске везе се формирају углавном између Apo-B и сулфатних група интерстицијалног хондроитин сулфата-ГАГ (версикана и бигликана).  Везивању за протеогликане фаворизују неки ензими присутни у ЕЦМ: највише проучаване су липопротеинлипазе , секреторне фосфолипазе А 2 (сПЛА2 ) и сфингомијелиназа . Липопротеинлипазе врше хидролитичко ензимско дејство на липопротеине, али се поред тога показало да су способне да се везују за ГАГ, тако да могу деловати као мост између молекула липопротеина и протеогликана, доприносећи процесу ретенције. С једне стране, липолитички ензими повећавају афинитет ЛДЛ-а за везивање са протеогликанима, а са друге стране фаворизују формирање липопротеинских агрегата. Хидролитичка активност сПЛА 2 ослобађа из нативних или оксидованих липопротеина и са површине ћелијских мембрана биоактивне и проинфламаторне липиде : неестерификоване масне киселине (НЕФА), арахидонску киселину , лизофосфолипиде(лизофосфатидилхолин), лизо-ПАФ ( фактор деловања лизо-тромбоцита ), оксидоване масне киселине (ок-НЕФА).

#### Агрегација липопротеина
У врло раној фази, скромне наслаге липопротеина не мењају структуру тунике интиме и не могу се открити ни светлосном микроскопом високе резолуције ни електронским микроскопом , осим ако се не изврши имуно-обележавање ЛДЛ-а (јер се ЛДЛ може посматрати само посебним техникама). Једном везани за екстрацелуларни матрикс, липопротеини плазме пролазе кроз низ хемијских модификација помоћу оксидативних ензима, протеаза и посебно липолитичких ензима и кроз спонтану агрегацију  (agLDL) под притиском хидрофобних сила. ЛДЛ модификовани  sPLA2 показују већи афинитет за протеогликане него нативни ЛДЛ, израженију склоност агрегацији и фузији, већу подложност ендоцитози макрофага.
Агрегати су делимично хидролизовани и заробљени од стране макрофага кроз посебан облик фагоцитозе (који Крут  назива патоцитоза);  која користи систем интрацелуларних тубуларних одељака повезаних са површином ћелије, где долазе у контакт са агрегатима; и у коме је патоцитоза специфична за велике хидрофобне честице. Пошто је проценат липопротеина у плазми у агрегатном облику веома висок (у једној студији кретао се од око 12% до 80%, у зависности од тога да ли се ради о масним пругама или атерому).  Верује се да је за генезу пенастих ћелија важност агЛДЛ  релевантнија од мономерних оксидованих ЛДЛ.

### Оксидација ЛДЛ
ЛДЛ који дуго остају у субендотелном простору пролазе кроз низ модификација ензима и метаболита (нарочито реактивних врсте кисеоника , или РОС, и азота, или РНС) које производе ендотелне ћелије, ћелије глатких мишића, макрофаги и Т лимфоцити 
У почетку постоји пероксидација ЛДЛ полинезасићених масних киселина, која међутим једва омета везивање за ApoB100-E (или ЛДЛ-Р) рецептор; такви минимално оксидовани ЛДЛ (мм-ЛДЛ) су „тројански коњи“, физички слични ЛДЛ-у, али са оптерећењем биоактивних макромолекула који се у ћелију уносе ендоцитозом мм-ЛДЛ. 
У наредним фазама стварају се пероксидовани липидни производи и алдехидни производи (малондиалдехид или МДА; 4-хидроксиноненал) који могу ковалентно да модификују протеинску компоненту (ApoB100) ЛДЛ-а; ови оксидовани ЛДЛ (ох-ЛДЛ) "ћелијски саботери" више не препознају ЛДЛ-Р, већ се везују за рецептор за чишћење слободних радикала (СР), посебно на CD36, SR-A, SR-B1 e LOX-1,, и на Toll-Like рецепторе (ТЛР). Пошто СР не подлежу инхибицији негативних повратних информација , ЛДЛ, поред увођења активних макромолекула у ћелије, изазивају прогресивно интрацелуларно накупљање естара холестерола који су одговорни за трансформацију у пенасте ћелије .
Интеракција са ЛДЛ-Р, ТЛР и СР рецепторима (са последичним стварањем интрацелуларних гласника, укључујући РОС) и увођење у ћелију оксидисаних продуката су биохемијска основа патогеног деловања ЛДЛ.   Оксидовани ЛДЛ испољавају директно цитотоксично и митогено дејство; активирају неке транскрипционе факторе (нпр нуклеарни фактор осетљив на редокс kB o NF-κB) који индукују експресију проинфламаторних гена и иницирају инфламаторни одговор . 
У ендотелу:
- индукују експресију адхезивних молекула за леукоците ((VCAM-1, ICAM-1) који стимулишу производњу хемотактичких супстанци (које делом остају везане за површину ендотела, а делом се ослобађају у субендотелу);

- фаворизују синтезу фактора раста за моноците/макрофаге и за ћелије глатких мишића;

- стимулишу синтезу ПАИ-1 ( инхибитор активатора плазминогена-1 ) и ткивног фактора ,

- промовишући згрушавање крви ;

- стимулишу производњу ендотелина и инхибирају производњу НО , инхибирајући вазодилатацију зависну од ендотела.

- врше директан хемотактички ефекат, одређују трансформацију у пенасте ћелије и стимулишу производњу цитокина , фактори раста и металопротеазе .

У ћелијама глатких мишића индукују синтезу МЦП-1. 
Коначно, ох-ЛДЛ  активирају тромбоците и узрокују њихову агрегацију.

#### Слободни радикали и оксидативни стрес
Сви главни кардиоваскуларни фактори ризика (хиперхолестеролемија, хипертензија, шећерна болест и пушење дувана) узроковани су, сложеним и непотпуно утврђеним биохемијским механизмима, оксидативног стреса и недостатак синтезе азот-оксида (NО). 
Оксидативни стрес је стање у којем постоји прекомерна производња реактивних хемијских врста кисеоника (РОС), које не могу да неутралишу нормални антиоксидативни системи тела ( супероксид дисмутаза , глутатион пероксидаза , каталаза и други неензимски антиоксиданси, као што су витамини Ц , Е и β-каротен). 
РОС укључује и слободне радикале и нерадикалне молекуле. Слободни радикали су атоми или молекули који садрже најмање један неспарени електрон (непарни електрон, који је графички представљен као „•“ ) на спољним орбиталама и стога имају изражену тенденцију како да формирају везе са другим хемијским врстама, тако и да прибављају или ослобађају електрона , како би се постигла повољнија електронска конфигурација са енергетске тачке гледишта. Због своје тенденције да упарују ове чудне електроне, слободни радикали су веома реактивни и стога нестабилни и имају веома кратак просечни животни век.
Радикални РОС су хидроксил (•ОH), супероксид (О2 • - ) и азот оксид ( •NО), док су примери нерадикалних РОС хипохлорна киселина (ХОЦл), пероксинитрит (ОНОО - ) и водоник пероксид (Х 2 О 2 ). Х 2 О 2 , иако нема неспарене електроне, лако реагује са редукујућим супстанцама дајући радикале • ОХ, једну од најреактивнијих хемијских врста ин виво , према реакцији Х 2 О2 + е   → ОХ - + • ОХ; пошто је растворљив и у липо и у води, Х 2 О 2 може лако да продре у ћелије. ОНОО - је такође извор хидроксилних радикала, јер се спонтано разлаже при физиолошком пХ на НО 2 • и • ОХ, према ОНОО -  + Х + → НО 2 • + • ОХ реакцији. 
Слободне радикале производе резидентне васкуларне и инфламаторне ћелије интрацелуларно и екстрацелуларно:  у првом случају делују као интрацелуларни гласници и модулирају ћелијску функционалност, у другом делују на структуре ткива. Када њихова производња премаши капацитет система за неутрализацију, слободни радикали постају узрок дисфункције (нпр ендотелне дисфункције)  и оштећења ћелија и ткива, јер реагују са угљеним хидратима, липидима , протеинима , нуклеинским киселинама (ДНК и РНК) мењајући његове структуре и евентуално функције; штавише, одузимање или пренос електрона на друге оближње молекуле претвара их у слободне радикале и тако покреће ланчане реакције.  РОС може да интерагује са базама нуклеинских киселина, са амино киселинама протеина и са двоструким везама незасићених масних киселина.
Конкретно, оксидација неких аминокиселинских остатака (лизин , аргинин , пролин и треонин) одређује карбонилацију протеина, односно стварање СО група: садржај карбонила у протеинима је најчешће коришћени маркер оксидације протеина.  Карбонилација може да промени конформацију протеина и да наруши његову функцију. Полинезасићене масне киселине  садржане у фосфолипидима ћелијских мембрана и липопротеинима плазмедепоноване у интими, изузетно су подложне оксидацији због присуства двоструких веза (незасићене везе). Оксидација полинезасићених масних киселина помоћу РОС утиче на метиленске мостове (–CH2–) између две двоструке везе (или биалил метиленске групе: ―CH=CH―CH2―CH=CH―) који се претварају у пероксиде (липопероксиде).  Након пероксидације следи фрагментација липопероксида у низ активних молекула, међу којима су неки алдехиди од највеће важности : малондиалдехид (МДА), хидроксиноненал (ХНЕ), хидроксиалдехид (ХХЕ) и акролеин. Они се могу ковалентно везати запротеини мењајући њихове функције. 
Најважнији слободни радикали у патологији атеросклерозе су реактивне врсте кисеоника (РОС), азота (РНС), хлора (РЦС) и сумпора (РСС). Главни ензимски системи који стварају РОС унутар артеријског зида укључују: НАДПХ оксидазу (никотинамид аденин динуклеотид фосфат оксидазу), ксантин оксидазу , митохондријални ланац транспорта електрона , нитроксид синтетазу (НОС). 
НАДПХ оксидаза је мембрански ензим експримиран како у макрофагима тако иу резидентним васкуларним ћелијама (ендотелијум, глатки мишићи и фибробласти), чија је функција да производи супероксид (О 2 • - ) редукцијом кисеоника (О2)  У ендотелним ћелијама, осцилаторни смичући стрес (± 3 ~ 5 дин/цм 2 ) активира механосензоре и стимулише активност НАДПХ оксидазе и производњу О2• - .  Настали оксидативни стрес такође компромитује функцију НОС, одвајајући га од производње НО и преусмеравајући га ка формирању О2 • -: оксидација тетрахидробиоптерина (БХ4) се дешава у условима оксидативног стреса , есенцијалног кофактора НОС који нормално преноси електроне реакције на аргинин, омогућавајући ослобађање НО; у случају оксидације БХ4 електрони се уместо тога преносе на О2 са формирањем О2• - .  О2 • - јони који реагују са НО такође имају двоструки неповољан ефекат неутралисања НО и генерисања другог РНС: ОНОО- ; са своје стране, раздвајање НОС-а има двоструку последицу ограничавања ендотелијалне генезе НО и повећања О2•- . 
Други извор РОС је митохондријална оксидативна фосфорилација . У физиолошким условима око 1-3% О 2 се редукује за један електрон, уместо за два електрона, током респираторног ланца , тако да се нормално ослобађа мала количина О2• - која спонтано или супероксид дисмутазом (СОД) претвара у воду.  У патолошким стањима успоставља се раздвајање оксидативне фосфорилације и производња митохондријалног О 2 • - (мтРОС) се значајно повећава. Сами воловски ЛДЛ-ови су способни да стимулишу ослобађање мтРОС. 
Субпопулација интимних инфилтрирајућих макрофага лучи ензим мијелопероксидазу (МПО) који користи О 2 • - као супстрат за стварање хипохлорне киселине (ХОЦл), кроз реакцију између воде и Цл - јона . При физиолошкој пХ вредности HOCl спонтано дисоцира у хипохлоритни анјон (OCl−), моћан оксидант.  Међу многим ефектима HOCl су апоптоза ендотелних ћелија, оксидација ЛДЛ и ХДЛ и инхибиција обрнутог транспорта холестерола .  Ова последња акција је последица оксидације остатакатирозин главног ХДЛ протеина: АпоА1 .  Реакција између ЛДЛ и HOCl  утиче и на АпоБ100 и на липидну компоненту. 

## Калцификација
Често се налазе подручја калцификације која се могу појавити у облику гранула (микрокалцификације или мрљасте калцификације) или, ређе, макрокалцификације (ламеларне калцификације) са појавом тврдих и ломљивих љускица или оштрих крхотина или, понекад, правих и сопствених површина. окоштавање.
Чини се да су за калцификација (таложење калцијум фосфата у интими у облику кристала хидроксиапатита) одговорне и апоптотичке везикуле настале некрозом пенастих ћелија (чија мембрана богата фосфолипидима омогућава нуклеацију и апатит), мишићне ћелије су глатке, ћелије способне за морфолошку и функционалну плурипотенцијалност, толико да могу да стекну фибробластични, па чак и фенотип сличан остеобласту, изражавајући маркере остеобластичне лозе (алкална фосфатаза, остеокалцин, остеопонтин, Рунк2 и Цбфа-1).
Сматра се да је у процес укључена и специфична субпопулација просечних ћелија глатких мишића која се назива „калцифицирајуће васкуларне ћелије“. Под притиском бројних стимулуса (модификовани ЛДЛ, цитокини, оксидативни стрес) ћелије глатких мишића се пупољком одвајају, као у случају остеобласта, вакуоле (везикуле матрикса) које су способне да акумулирају калцијум у себи до формирања првих кристала калцијум хидроксиапатита. Ови интравакуоларни кристали ослобођени екстрацелуларно би представљали прво језгро за раст кристала, заобилазећи контролу природних инхибитора минерализације (фетуин-А, ГИа матриксни протеин или МПГ).